# Premio Nacional de Cómic de Cataluña
El Premio Nacional de Cómic de Cataluña (en catalán, Premi Nacional de Còmic) forma parte de los Premios Nacionales de Cultura que concede anualmente la Generalidad de Cataluña, reconociendo la trayectoria profesional de la persona, entidad o institución que haya realizado la aportación más relevante en el campo del cómic y en los lenguajes que se relacionan, con una dotación de 18.030 euros.
El premio lo designa un jurado encabezado por Consejero de Cultura de la Generalidad de Cataluña y se otorga en una ceremonia realizada entre los meses de septiembre y octubre presidida por Presidente de la misma, conjuntamente con el resto de Premios Nacionales de Cultura.

## Ganadores
Desde el 2008 el Premi Nacional de Comic de Cataluña se ha atorgado a:
- 2008 — Miguel Gallardo y Maria Gallardo per María y yo[1]
- 2009 — Guillem Cifré
- 2010 — Antonio Altarriba y Kim por El arte de volar
- 2011 — Alfons López, Pepe Gálvez y Joan Mundet
- 2012 — Carme Solé[2]